# Törékeny X-szindróma
A törékeny X-szindróma (más néven fragilis X, FRAXA-szindróma, FXS, Martin-Bell kór) az egyik leggyakoribb örökletes, értelmi elmaradást okozó genetikai betegség, valamint az autizmus leggyakoribb ismert oka. A betegségért az X-kromoszóma FMR1 génjének mutációja tehető felelőssé. Kb. 2000 újszülöttből egyet érint: minden 1500. fiúban és 2500. lányban fordul elő (összehasonlításképpen: a Down-szindróma gyakorisága kb. 700 újszülöttből egy). Magyarországon évente hozzávetőleg 70 baba születik FXS-sel. A lányok esetében enyhébb tünetekkel lehet számolni, ugyanakkor a rendellenes génműködést nagyobb arányban hordozzák tünetmentesen (kb. 250-ből 1), mint a fiúk (kb. 800-ból 1). Az okozott értelmi fogyatékosság súlyossága erősen változó, az egészen enyhe tanulási zavartól a súlyos kognitív károsodásig terjed. A törékeny X-szindróma elnevezés a betegekből vett sejtkultúrák megfigyelésén alapul.

## Tünetei
A fizikai tüneteket (melyek leginkább fiúknál jellemzőek) csecsemő és kisgyermekkorban nehezebb felismerni, általában a felnőtté válás során válnak egyre inkább láthatóvá. A lányok tünetei rendszerint kevésbé súlyosak, mert a női sejtekben a két X-kromoszóma közül az egyik kikapcsolódik.
- Nagy fejkerület, keskeny, hosszúkás arc, magas homlok, elálló fülek, gótikus szájpadlás, macroorchidismus (megnövekedett herék már a nemi érés előtt)
- Lassabb fejlődési ütem (a legfontosabb mérföldköveket általában később érik el)
- Általában már csecsemőkorban lassabb mozgásfejlődéssel jár együtt (gyakran kötőszöveti lazaság is társul hozzá), de legkésőbb a megkésett beszédfejlődés figyelmeztető jel lehet
- Tanulási nehézségek, figyelemzavar
- Szociális és viselkedési problémák (gyenge szemkontaktus, fokozott izgalmi állapot, csökkentett figyelem, hiperaktivitás, repkedés)
- Autisztikus tünetek

Az FXS-es gyereket változó mértékű értelmi lemaradás jellemzi, az enyhe tanulási nehézségektől a súlyos mentális retardációig terjedhet.
A szindrómával kommunikációs zavarok (hadar, inkább érti, mint aktívan használja a nyelvet) és viselkedési zavarok (figyelemzavar, impulzivitás, hiperaktivitás, szorongás, szociális elszigetelődés, fokozott izgalmi állapot) járhatnak együtt.
12%-uk autista és az autisták kb. 5%-a FXS-es. Gyakoriak az autisztikus tünetek, pl. hangokra, fura tapintású anyagokra való érzékenység, „repkedés”; jellemezhetik kényszercselekvések, ragaszkodhatnak a dolgok megszokott helyéhez, az események megszokott sorrendjéhez.
A betegek kb. 20%-a epilepsziás.
Az FXS vérből elvégzett molekuláris genetikai vizsgálattal állapítható meg és a tesztet minden olyan esetben javasolt elvégezni, amikor az értelmi lemaradás oka ismeretlen.

## Előfordulása
A különböző beszámolók szerint a törékeny X-szindróma nagyon gyakori. Gyakorisága férfiak között 1:1200, nők között 1:2500, ezért a Down-szindróma mellett a genetikai okokra visszavezethető értelmi fogyatékosság második leggyakoribb oka.

## Okai

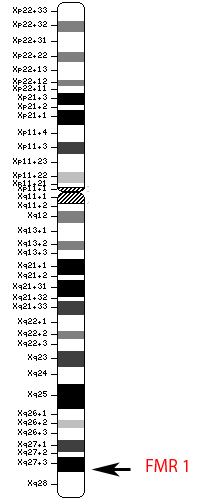
Az FMR1 gén helye az X-kromoszómán

A szindróma akkor jelenik meg, amikor az egyik X-kromoszómához kapcsolódó (FMR1-nek nevezett) génben elváltozás történik. Ez a gén egy olyan fehérje előállításáért felel, amely a normál agyműködéshez szükséges. Az FXS-sel érintett személyek esetén, mivel ez a gén nem működik megfelelően, így a szükséges protein egyáltalán nem, vagy csak részben termelődik. Az agy ennek hiányában nem úgy fejlődik, ahogy kellene, ez okozza a fragilis X szindrómával együtt járó tüneteket.
Az FMR1 gén az X kromoszóma hosszú karjának végén, a Xq27.3 pozícióban helyezkedik el. Hossza 38 kilobázispár. A lényegesen ritkább változatért felelős FraX-E az FMR2 gén mutációja az Xq28 pozíciótól kezdődően. Az FMR1 gén 17 exonból és egy szakasznyi CGG ismétlődő nukleotidhármasból áll. Az egészséges allélokban az ismétlődések száma 6 és 44 közötti, amit a 9/10 vagy a 19/20 pozíción két AGG szakít meg. A leggyakoribb a 29 és a 30 ismétlődés.
A törékeny X szindrómát okozó allélokban két mutáció léphet fel. Az egyik az 59 - 200 ismétléssel és önálló kórképpel, a törékeny-X-hez kapcsolt tremor-/ataxia-szindrómával (FXTAS) jellemezhető premutáció. A teljes mutáció 200-nál több ismétlést tartalmaz. Ez a megfelelő DNS-szakasz metilációjához, heterokromatinná tömörödéséhez és az FMR1 gén elcsendesítéséhez vezet. Az FMRP1 gén terméke tüzetes kutatás tárgya. Feltehetően kulcsfehérje, amely más fehérjék termelésében vesz részt, melyek hiányában agysorvadás lép fel. (Reiss et al., 1991). A sok ismétlődés miatt egy elvékonyodott szakasz jön létre az X kromoszóma hosszú kar végén, amely törékenynek tűnik.
A CGG-tripletek 45-58 hosszú ismétlődő szakaszát szürke zónának tekintik. Ez az allél még stabilan öröklődhet. A népesség 2%-ában található ilyen hosszú ismétlődő sorozat; számukra nehéz bármit is jósolni. A legrövidebb, egy nemzedéken belül teljes mutációvá váló allél 59 ismétlődést tartalmazott. Ez feltehetően az AGG - hármasok hiánya miatt jön létre, ami instabillá teszi a másolást. Ismeretesek továbbá pontmutációk is, melyek magát az FMR1-fehérje hatékonyságát csökkentik. A számfelező osztódás minden nemzedékben tovább növeli az ismétlődés hosszát, ezért a betegség egyre súlyosabbá válik (anticipáció). Az ismétlődés hosszának növekedését az új kromoszómaszálak elcsúszása okozza.

## Öröklődése
A törékeny X-szindróma genetikai betegség, ami öröklődik, ezért egyes családokban gyakori. Mivel a betegséget csak egy, az X-kromoszómán előforduló mutáció örökíti, ezért a klasszikus nemhez kötött öröklődés megjelenését várnánk; a törékeny X szindróma azonban egyes esetekben eltér ettől. Ennek okai nem ismertek.

### Az X-kromoszómához kapcsolt öröklődés
Az X-kromoszómához kapcsolt gének öröklésmenete azért tér el az autoszómán öröklődő génekétől, mert csak a nőknek van két X-kromoszómájuk. A férfiaknak csak egy X-kromoszómájuk, és emellett egy Y-kromoszómájuk van, így az X-kromoszómán levő génjeikre hemizigóták. Az anyák minden utóduknak egy X-kromoszómát adnak át; a nemet az apától kapott X vagy Y-kromoszóma határozza meg. Az X-kromoszómához kötött öröklésmenet klasszikus példája a hemofília két fajtája, és a vörös-zöld színtévesztés. A recesszív mutáció csak akkor fejeződik ki nőn, ha mindkét szülőjétől ilyen mutációt tartalmazó X-kromoszómát örököl. A törékeny X szindróma öröklődése az X-kromoszómán öröklődő recesszív allélokéra emlékeztet:
- A beteg anyja rendszerint egészséges, mert a beteg kromoszóma hatását az egészséges ellensúlyozza
- Az anya minden utódára 50%-os valószínűséggel örökíti át a beteg gént. Lányai ilyen valószínűséggel hordozóvá, vagy beteggé válnak, fiai ekkora valószínűséggel betegszenek meg.
- Az apáról nem öröklődik át a betegség a fiúkra, mivel ők az Y-kromoszómát örökölték. Az összes lány azonban vagy hordozó, vagy beteg lesz.

### Eltérések
A törékeny X-szindróma kifejeződése egyes esetekben eltér a klasszikus X-kromoszómához kapcsolt öröklésmenettől:
- A beteg X-kromoszómát öröklött fiúk 20%-a egészséges marad
- A hordozó nők 30%-a megbetegszik, bár nincs új mutáció. Náluk a betegség azonban nem olyan súlyos.
- Egyes családokban a betegség tünetei súlyosbodhatnak, majd több nemzedékre is eltűnhetnek, mielőtt újra felbukkannak.

Ezeket az eltéréseket nem tudják megmagyarázni, ezért egyszerűen csak a külső hatásokra hivatkoznak.

### Összefoglalás
Összesítve a következők mondhatók el:
- Az FMR1-premutációt öröklött férfiak nem betegek. Lányaik a premutált X-kromoszómát kapják, fiaik egyáltalán nem érintettek.
- A teljes mutációt öröklött férfiak betegek. A betegség súlyossága egyénenként változó. A teljes mutáció helyett azonban csak a premutációt adják tovább lányaiknak.
- A premutációt hordozó nők nem betegek, de gyerekeik azok lehetnek. Ennek valószínűsége a CGG-ismétlődések számától függ. Ezt a valószínűséget különböző statisztikák alapján becslik; ez azonban pontatlan, mivel a minták kicsik.
- A teljes mutációt hordozó nők egy része beteg, de tüneteik enyhék. Ez az X-kromoszómák véletlenszerű kikapcsolásával magyarázható. A teljes mutációt 50%-os valószínűséggel adják át gyerekeiknek. A gyerekek egészen más tüneteket mutathatnak, mint az anyjuk.

## Fiziológiája

### Állatmodell
A törékeny X-szindróma állatmodellje az FMR1-knockout-egér. Ebből az egértörzsből célzottan eltávolították az FMR1 gént. Ezeken az egereken ugyanazok a tünetek jelentek meg, mint a törékeny X-szindrómás embereken: hiperaktivitás, epilepszia, heremegnagyobbodás. Mivel az egér és az ember kognitív képességei nem vethetők össze, ezért az egerek viszonylag rossz tanulási képességei nem vihetők át közvetlenül az emberre.
Az újabb eredmények szerint az asszociatív tanulás olyan egyszerű formái is érintettek, mint a klasszikus kondicionálás. Ez az egérben is ugyanúgy zajlik, mint az emberben. A kutatók azt a reflexet tanulmányozták, ami összezárja a szemhéjakat, ha a szemgolyóhoz valami hozzáér, vagy kellemetlen inger éri. A kísérletben a kellemetlen inger egy légáram volt, amit egy hanghoz társítottak. Ha megszólalt a hang, akkor egy idő elteltével levegőt fújtak a szembe. Ez a késleltetett kondicionálás. Ha mindig ugyanannyi idő telik el a két esemény között, akkor az ember és az állat is megtanulja, hogy mennyi idő után kell összezárni a szemhéjakat, ha megszólal a hang.
A szemhéjzárási reflexet jól ismeri a tudomány. Tudjuk, hogy a szabályozó neuronális áramkör a kisagyban található. A kondicionálásban központi jelentőséggel bír a Purkinje-sejtek párhuzamos szinapszisainak alkalmazkodóképessége, plaszticitása. Mivel a törékeny X-szindrómás betegekben ez a reflex rosszul kondicionálható, ezért ez egyszerű mérőeszközként szolgálhatna a terápia eredményességének mérésére.

### Az mGluR-elmélet
A törékeny X-szindrómás betegekben és az FMR1-knockout-egerekben a nagyagy idegsejtjeinek dendritjei a szokottnál jobban elágaznak, és az ágak átlagos hossza is nagyobb, mint az egészségeseké. Ebből lehet az FMR1-fehérje szerepére következtetni. Ez a fehérje az RNS-hez kötődik. Feltételezik, hogy addig gátolja az RNS transzlációját, amíg az a sejtmagból a dendritbe nem ér. Ott a fehérje kapcsolóként kezd viselkedni, ami a szinaptikus jelek hatására felszabadítja az RNS-t. Ezért az FMR1-fehérje az aktivitástól függő fehérjeszintézisben vesz részt.
Az FMR1-fehérje a szinapszisokban a metabotróp glutamátreceptorok (mGluR) aktiválódása után szintetizálódik. Az 1-mGluR csoportok az FMR1-fehérjéhez kapcsolódó RNS szállítását is elvégzik. Innen ered az a feltételezés, hogy az FMR1-fehérje gátolja a többi szinaptikus fehérje szintézisét. Ezt alátámasztja az FMR1-knockout-egerek hippokampuszában a fehérjeszintézistől függő szinaptikus plaszticitás megnövekedése, míg a nem fehérjeszintézistől függő szinaptikus plaszticitás szintje megegyezik az egészségessel.
Ugyanez a helyzet a Purkinje-sejtekkel is. Ott a párhuzamos szinapszisok összenyomódása szintén mGluR-függő, és szintén megerősödödik az FMR1-knockout-egerekben. Az idegsejtek dendritjei itt is jobban elágaznak a szokottnál, és az ágak átlagos hossza is nagyobb, mint az egészségeseké. Mindez arra utal, hogy az FMR1-fehérje szabályozza a szinaptikus szerkezetet, és az mGluR-függő plaszticitást.

## Felismerése
A gén 1991-es felfedezése előtt a felismerés a sejttenyészetek X kromoszómáinak megfigyelésén alapult. Ez a módszer megbízhatatlan volt, mivel az X-kromoszómák közeli régiói is törékenyek. Ma a diagnózis a vérminta molekuláris genetikai elemzésén alapul, amihez polimeráz-láncreakciót (PCR) és Southern Blotot használnak. Ha a negatív lelet nem oszlatja el a gyanút, akkor monoklonális antitestekkel immuntörténeti diagnózist végeznek az FMR-fehérjekoncentráció vizsgálatával. Megnövekedett kockázat esetén a 16-18 hetes magzatok amniocentézissel, a 10-12 hetesek chorionbiopsziával vizsgálhatók.

## Differenciáldiagnózis
A differenciáldiagnózis nehéz, mivel a tünetek kisgyermekkorban nem specifikusak, lemaradásra utalnak az általános fejlődésben. Számításba jöhetnek a Sotos-szindróma, a Prader-Willi-szindróma, az autizmus, a hiperaktivitásos figyelemzavar, amik részben átfedik az érintett géneket. Ezért fontos a nyelvi és mozgászavarok esetén a családi kórtörténet, és többek között a törékeny X-szindróma is számításba vehető.

## Kezelése
Mivel a betegség genetikai, oki kezelés nem lehetséges, viszont kedvező körülmények között sokat lehet elérni a személyre szabott fejlesztéssel. Ez magában foglalja a viselkedésterápiát, a cselekvési terápiát, a zeneterápiát, a logopédiai kezelést és még sok mást.

## Története
A törékeny X-szindrómát 1943-ban fedezte fel James Purdon Martin (1893–1984) és Julia Bell, amikor tudományos szempontból vizsgáltak egy családot 11 értelmileg visszamaradott férfival. Már ekkor feltételezték az X-kromoszómához kapcsolódó öröklésmenetet, de csak 1969-ben bizonyította ezt be Herbert Lubs egy négy tagú család vizsgálatával, ahol a két férfi beteg, és a két nő egészséges volt. A sejtkultúrákban az X-kromoszómák hosszú karjának megrövidülését vette észre. Utólag az első családban is ugyanezt a jelenséget figyelték meg.
Grant Sutherland a véletlennek köszönhetően felfedezte, hogy az X-kromoszómák hosszú karjának megrövidülése csak folsavat nem tartalmazó sejttenyészetekben észlelhető. Ugyanis miután Melbourne-ből Adelaide-be költözött, egy jobb kromoszómafestést lehetővé tevő táptalajon nem tapasztalta a tüneteket. Visszatérve a régi táptalajhoz azonban újra észlelte a különbséget.
A betegség öröklődése eltért a klasszikus X-kromoszómás öröklésmenettől, mindazonáltal kimutattak egészséges női hordozókat. Ez sokáig megmagyarázatlan maradt. Ez arra sarkallta 1985-ben Stephanie Shermant, hogy alaposabban megvizsgálja a családfákat. Megállapította, hogy a hordozók lányainak gyerekei a vártnál nagyobb valószínűséggel betegedtek meg. Ebből arra következtetett, hogy a mutáció két lépéses, és csak az első lépés után tud még tünetmentes maradni, de a második mutáció csak nőkben történhet meg. Ez az orvostudományban Sherman-paradoxon néven vált ismertté.
A betegségért felelős mutációt 1991-ben fedezte fel egy kutatócsoport. Ezután a kutatók a betegséget a trinukleotidbetegségek közé sorolták.